# ヒンデンブルク号爆発事故
ヒンデンブルク号爆発事故（ヒンデンブルクごうばくはつじこ、Hindenburg Disaster）は、1937年5月6日にアメリカ合衆国ニュージャージー州マンチェスター・タウンシップにあるレイクハースト海軍飛行場で発生した、ドイツの硬式飛行船・LZ129 ヒンデンブルク号の爆発・炎上事故を指す。
この事故で、乗員・乗客35人と地上作業員1名、合計36名が死亡し多くの乗客が重傷を負った。映画、写真、ラジオなどの各メディアで広く報道されたことで、大型硬式飛行船の安全性に疑問が持たれ、飛行船時代が幕を閉じる契機となった。
1912年4月14日に起きたイギリスの豪華客船タイタニック号沈没事故、1986年1月28日に起きたアメリカのスペースシャトル・チャレンジャー号爆発事故などとともに、20世紀の世界を揺るがせた大事故の一つとして知られている。

## 硬式飛行船の黄金期

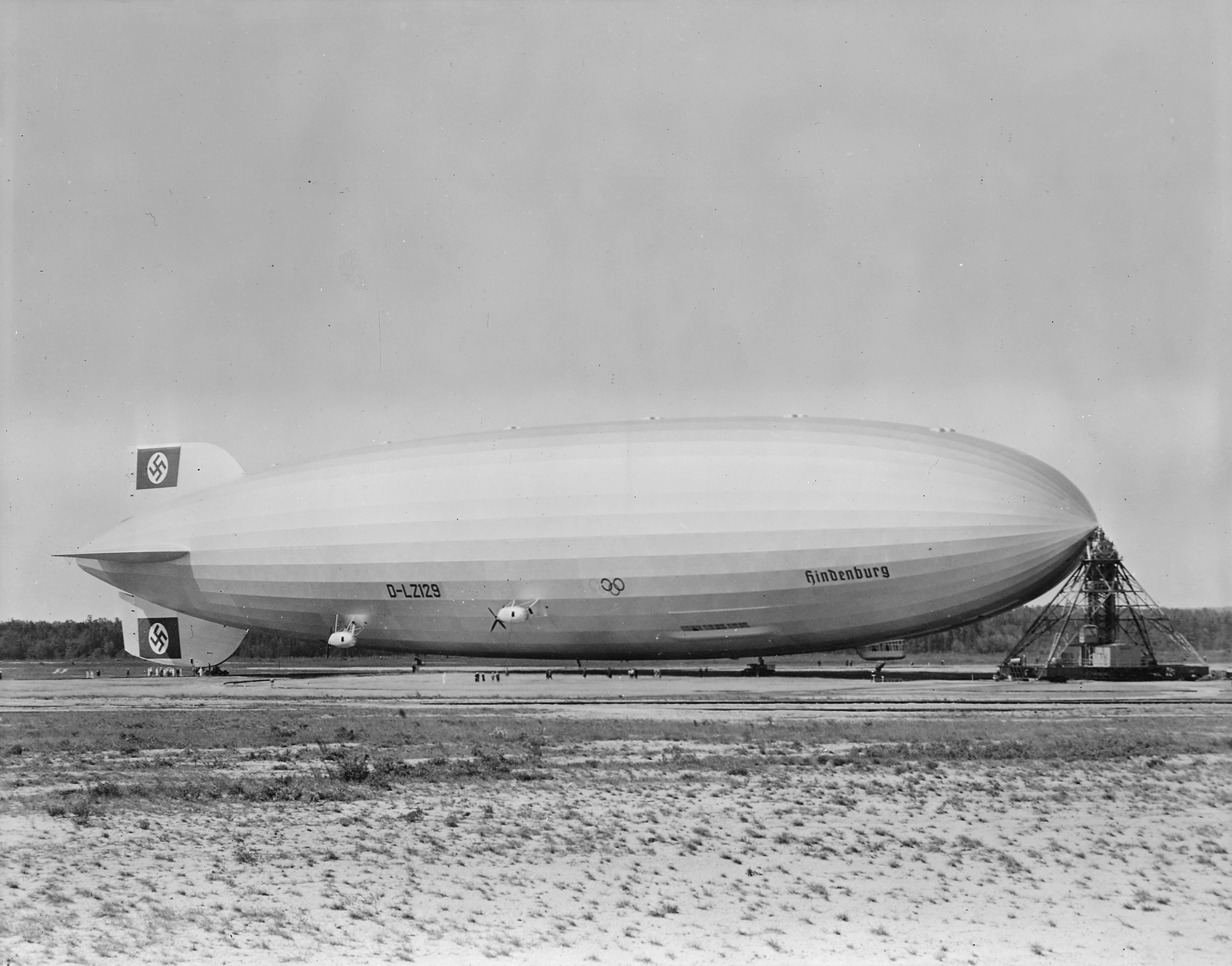
1936年のハーケンクロイツをつけたヒンデンブルク号

硬式飛行船の第1号は1900年のLZ1で、1909年には、飛行船による航空輸送を行うツェッペリン飛行船会社が設立された。
硬式飛行船の設計が優れている点は、浮揚用水素ガス袋と、船体構造とを分離した点にある。従来の軟式飛行船は、ガス袋そのものを船体としていたため、変形しやすくなり、高速飛行は不可能であった。硬式飛行船はアルミニウム合金の多角形横材と縦通材で骨格を作り、張線で補強し、その上へ羽布（麻または綿布）を張って流線形の船体を構成し、ガス袋を横材間に収めた。
このような構造をもつ硬式飛行船は、船体の外形を保持することができ、飛行機よりは低速であったものの、駆逐艦には追尾できない速度（特急列車と同程度）を発揮し、離着陸に滑走が不要な利点もあり、飛行船は実用的な空の輸送手段となった。
硬式飛行船の優れたもう一点は、大型化を可能にしたことである。飛行機と違って、ツェッペリン飛行船の浮力は寸法の3乗である体積に比例し、一方、構造重量は「大雑把に球体とみなすと、構造材の量は表面積によると考えれば寸法の2乗に比例する」ので、単純に寸法に比例して搭載貨物を増大できる。
第一次世界大戦中には119隻建造されて、偵察や爆撃などに用いられたが、空爆による軍需工場破壊や首都空爆による国家そのものに与えるダメージだけでなく、空を舞う威圧的な飛行船を見せて敵国の市民の戦意をそぐことも視野に入れられていた。
ただし、軍事行動中に戦闘機に撃墜されたものもあり、またそれ以上の数の飛行船が悪天候で遭難した。また、戦闘機の台頭に伴い、次第に戦果が上げられなくなり、第一次世界大戦終結により、偵察や爆撃などの軍事活動での活躍は短期間で終わった。
第一次世界大戦後の1928年、ツェッペリン飛行船会社は、LZ127グラーフ・ツェッペリン（ツェッペリン伯）号を建造して、世界一周に成功。この飛行船は日本の茨城県の霞ヶ浦海軍航空隊基地にも来航、その他世界各地にも寄港し、各地を熱狂させた。

## 定期路線就航
その後ドイツを中心に旅客用の長距離線に使用されることとなり、ドイツの威信をかけたLZ129ヒンデンブルク号は1937年3月にブラジルのリオデジャネイロ線に就航し、また同年中に花形である大西洋路線に週1便で就航。フランクフルトとニューヨーク近郊のニュージャージー州マンチェスター・タウンシップのレイクハースト海軍航空基地との間に、10往復の定期運航を終えたばかりであった。
2日半かけて大西洋を横断し、レイクハーストからニューアークまではアメリカン航空の飛行機便で結ばれるなど、ヒンデンブルク号は高価な運賃にもかかわらず、大西洋横断に5日から7日間かかる客船に比べ短時間で結ぶことから高い人気を誇った。
しかし、硬式飛行船を長距離旅客用に使用したのはドイツのみで、イギリスやアメリカ、日本やフランスなどの航空先進国は、この頃は固定翼機や飛行艇による旅客用の中長距離飛行に注力した。
硬式飛行船の黄金期は、爆発事故により突如幕を閉じる。

## 爆発事故

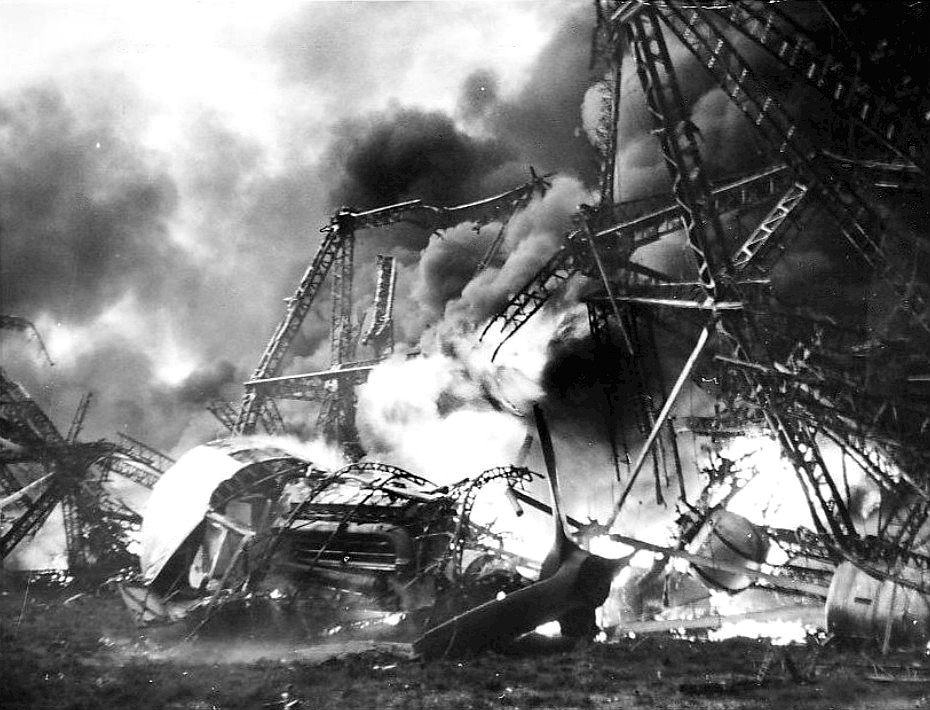
爆発後の残骸

ヒンデンブルク号は、マックス・プルス船長の指揮の下、定期運航でフランクフルトを発ち（現地時間1937年5月3日20時20分、アメリカ東部時間5月3日14時20分、日本時間5月4日4時20分）、2日半かけて大西洋を横断したが、向かい風の中を飛行したため予定より8時間遅れていた。しかも雷雨の影響により、着陸はさらに遅れることとなった。
予定より12時間遅れとなった現地時間（アメリカ東部時間）5月6日19時25分（日本時間5月7日8時25分、ベルリン・フランクフルト時間5月7日1時25分）頃、ニュージャージー州マンチェスター・タウンシップのレイクハースト海軍航空基地着陸の際に、尾翼付近から突如爆発。炎は瞬く間に船体を焼き尽くし、ヒンデンブルク号は爆発から僅か32秒（34秒、37秒とも）で墜落、乗員・乗客97人中35人と地上の作業員1名が死亡した。
このときの様子は写真・映像およびラジオ中継により記録され、現在も事故直後の様子を知ることができる。また、映像技術の発展に伴い、モノクロ映像だったヒンデンブルク号の映像を処理してカラー化されたものも出ている。

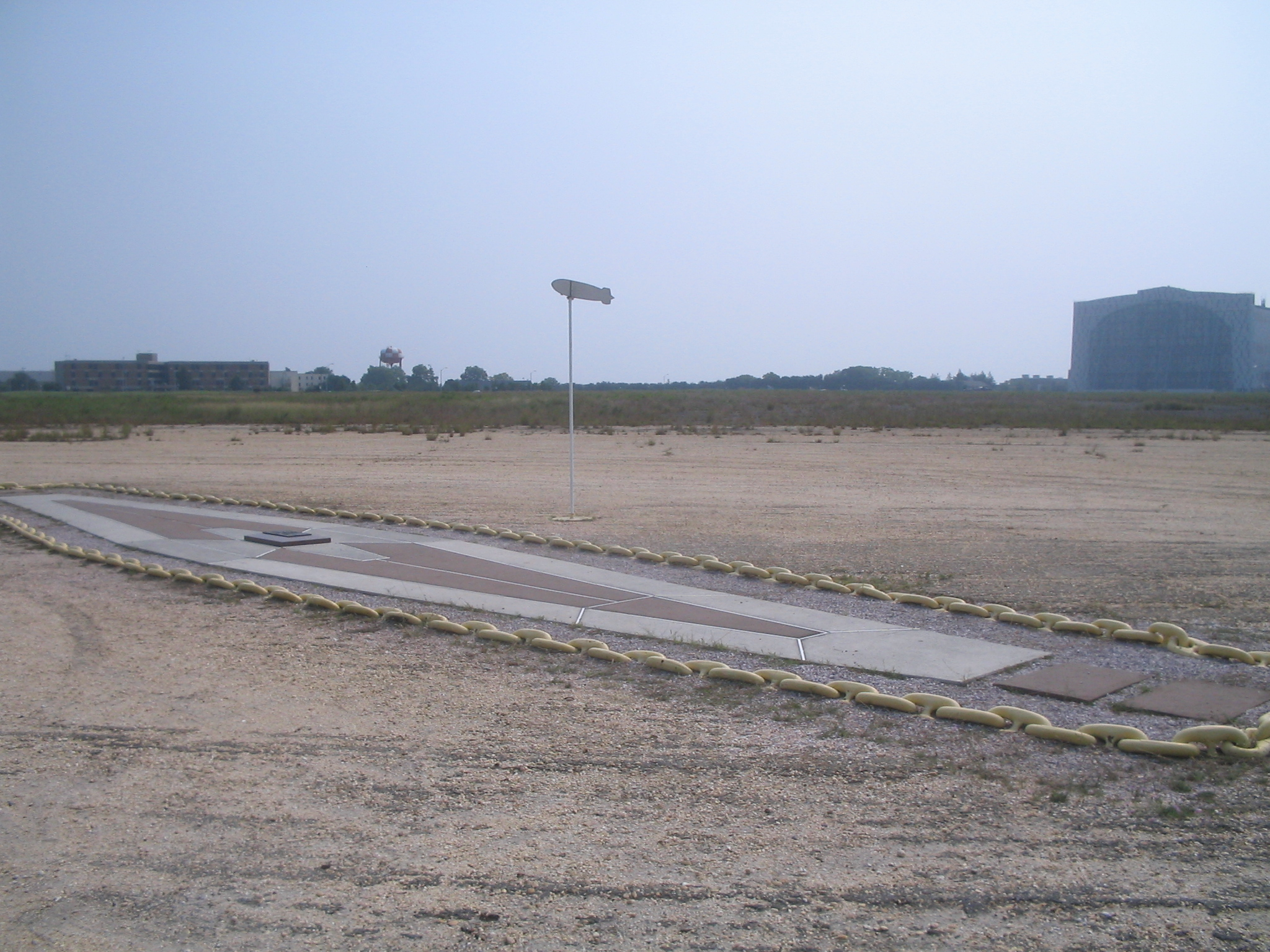
レイクハーストの事故現場にある慰霊碑

## 事故原因

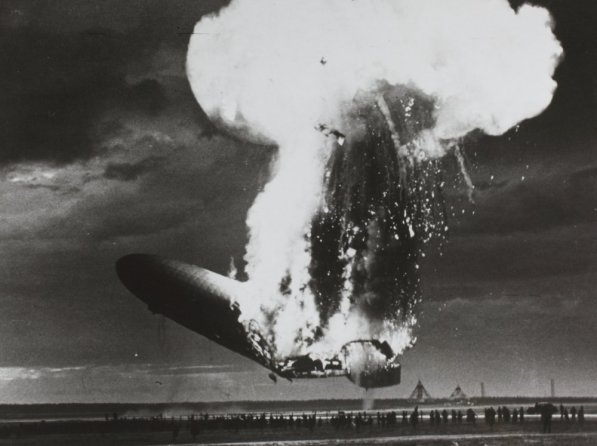
爆発したヒンデンブルク号

事故発生当時は水素ガス引火による爆発事故ということで、浮揚ガスに水素ガスを用いるのは危険だとする説が流布された。
着陸直前に船尾が下がった状態であったことから、爆発が起きた船尾で水素漏れが起きていたという説もある。
ツェッペリン社は原因については一切公表しなかったが、濡らした外皮に電流を流して発火させる実験を行い、外皮が事故の原因であるとの結論に達していた。この事実をツェッペリン社が公表しなかったのは、保険金の問題もしくは国家社会主義ドイツ労働者党 （ナチス） の圧力が原因であると考えられている。その後、ツェッペリン社は外皮塗料を改良した新型機を製造したが、アドルフ・ヒトラーの指示により解体された。
その後、1997年にNASA・ケネディ宇宙センターの元水素計画マネジャー、アディソン・ベインが当時の証言、映像分析、そして実物の外皮の分析により、事故の原因はヒンデンブルク号の船体外皮の酸化鉄・アルミニウム混合塗料（テルミットと同じ成分である）であると発表した。
彼の説は「ヒンデンブルク号の着陸の際、飛行中に蓄積された静電気を逃がすためのロープが下ろされた瞬間に、外皮と鉄骨の間の繋ぎ方に問題があったために十分に電気が逃げず、電位差が生じて右舷側尾翼の前方付け根付近で放電が起こったことから外皮が発火・炎上した」というもので、現在ではこの説が有力になりつつある（この場合、浮揚ガスが水素でなくヘリウムの場合でも飛行船の外皮は炎上する。ただし、水素と違ってヘリウムは爆発はしない）。以上の説は、1999年にイギリスのトゥエンティ・トゥエンティ制作のテレビ番組 "Secrets of the Dead, What Happened to the Hindenburg?" でベイン自身の解説とともに取り上げられ、日本でも翌2000年6月16日にNHK総合で「ドキュメント 地球時間 ヒンデンブルク号 豪華飛行船の悲劇」として放送された。
また、「ドイツ政府の工作員による自爆テロだったのではないか」という陰謀説もある。当時、「大型固定翼機の実用化を進めていたドイツにとって、『飛行船はもはや時代遅れ』という見方が強まっており、大衆の目前で飛行船の危険性を印象づけることで航空機への転用を図ろうとした」という理由であるが、この説には証拠となる証言や物的証拠は一切存在せず、また体面を非常に気にしていたナチス政権が大事故で全世界に醜態をさらすことを許すのかという点で無理があり、ツェッペリン飛行船製造会社とナチスは仲が悪かったという状況証拠のみを根拠としている。
また、ナチスを嫌うツェッペリン社社長エッケナー博士による破壊工作という説もあるが、これも製造会社とNSDAPの不仲という状況以外に根拠はない。

## 事故後の影響
ナチスの帝国商工会議所保険統制グループの指導者であった軍人でアリアンツ取締役エドゥアルド・ヒルガルドは追悼のあと、「船体には600万マルク、乗客全体には240万マルク（傷害時・永久廃疾時同額）、乗組員一同には傷害時100万マルク（永久廃疾時212万マルク）の保険契約が、いずれもドイツ国内で締結されていた。再保険としては全体の3分の1、傷害保険の5分の1だけがイギリス市場に放下された。ツェッペリン社の25%標準自家保険は数年前に廃止された」と語った。
この事故の後、飛行船の安全性に対する信頼は失墜し、水素で満ちた飛行船による旅客輸送は欧米諸国では許容されなくなった。例えば、世界一周の偉業を遂げたLZ 127は事故の1ヶ月後にその役目を終え、博物館に収蔵されることになった。また、ドイツ国内のほかの飛行船も、1939年9月の第二次世界大戦の勃発とともに相次いで引退し、飛行船時代に幕を下ろした。
1940年3月、ドイツ空軍総司令官であったヘルマン・ゲーリング元帥は、残るすべての飛行船の破壊を命じ、アルミニウム製の部品を兵器・弾薬省へと供給した。一方、アメリカ海軍はドイツ海軍の方針を引き継いでツェッペリン型飛行船を採用したが、浮揚ガスにはヘリウムガスを使用した。しかし、アクロン号をはじめとして、ほとんどが荒天で難破した。
1975年、ユニバーサル映画がこの史実を、人為爆破説に基づき映画化した。ロバート・ワイズ監督、ジョージ・C・スコット主演でタイトルはそのまま「ヒンデンブルグ」(The Hindenburg)。飛行船内部の詳細な再現に加え、爆発後のシーンに、実際のニュースフィルムが用いられたことも話題となった。

## その他
- 1969年に発売されたレッド・ツェッペリンのデビューアルバム『レッド・ツェッペリン I』、1989年に発売された井上陽水のシングル『最後のニュース』の各ジャケットには、当該爆発事故の写真が使用されているほか、『最後のニュース』の歌詞中には、この事故を想起させるフレーズが折り込まれている。
- MBSの『世界まるごとHOWマッチ』では破片の一部がクイズの問題として紹介され、日本テレビの『世界まる見え!テレビ特捜部』、『ザ・ショックス!!』でも紹介された。
- 『怪しい伝説』ではミニチュアによる事故の再検証を行い、塗料によって引き起こされたテルミット反応とガス袋の中身であった水素が原因であると結論づけた。
- 事故から生還したヒンデンブルク号の操舵手の息子に当たるヘニング・ポエティウスが、『ヒンデンブルク炎上』という小説を発表している。

## 関連する作品

### 映像作品
- ドキュメンタリー『衝撃の瞬間』第3シリーズ 第13回『ヒンデンブルグ号の火災（原題：The Hindenburg）』（ナショナルジオグラフィックチャンネル）
  - この番組では、アメリカ国家運輸安全委員会 (NTSB) の航空事故調査官により、この事故が再検証された。
- ドキュメンタリー『炎上 ヒンデンブルク号』（ディスカバリーチャンネル）
- ドキュメンタリー 『失われた世界の謎』シリーズ 第32回『飛行船の黄金時代』（ヒストリー・チャンネル）
- ドキュメンタリー『たけしの万物創世記』（朝日放送テレビ（当時：朝日放送）2000年9月放映）
- 映画『ヒンデンブルグ』（1975年 ロバート・ワイズ監督）- この作品では陰謀説が爆発の原因として描かれており、作中では腕時計を改造した小型爆弾で爆発した。また、当時のヒンデンブルク号爆発の映像も使用されている。
- ドキュメンタリー「Secrets of the Dead, What Happened to the Hindenburg?」（1999年、2000年発売。Pbs）
  - 上記の通り、アディソン・ベインにより外皮発火説が事故の原因として解説されており、生還したヒンデンブルク号の乗客や事故の目撃者の証言、そして外皮を回収した愛好家などのインタビューが収録されている。
- TV映画『ヒンデンブルグ 第三帝国の陰謀』（2011年 フィリップ・カデルバッハ監督）- 爆発事故に着想を得たフィクション映画。日本では2013年に劇場公開された。
- ドキュメンタリー映画『カタストロフ/世界の大惨事』（1977年 ラリー・サヴァドヴ監督、ウィリアム・コンラッドナレーション）- フランクフルト離陸から爆発炎上まで、船内の様子も交えた貴重な映像が収められている。
- 2016年放送のテレビドラマ『タイムレス』第1シーズン第1話（"Pilot"）では、タイムスリップした主人公一行が事故の直前に訪れる。
- 『ダークサイドミステリー』「空のタイタニック・ヒンデンブルク爆発の謎」（NHK BSプレミアム 2021年6月3日21:00-22:00 再放送、2021年6月8日 23:45-24:45）

### 書籍
- Mickael Macdonald Moony（著）、筒井正明（訳）、『悲劇の飛行船』、平凡社、1973年